# Psylla pulla
Psylla pulla är en insektsart som beskrevs av Yang 1984. Psylla pulla ingår i släktet Psylla och familjen rundbladloppor. Inga underarter finns listade i Catalogue of Life.